# Vatnsskarð (Norðurland vestra)
Vatnsskarð ist ein Bergpass in der Region Norðurland vestra im Norden Islands.
Die Ringstraße führt am Vatnsskarð über die gebirgige Halbinsel Skagi von Blönduós hinüber in den Skagafjörður. Sie führt bis in 441 m hinauf (bei Saxhöfði).
Auf der Westseite hat man von Botnastaðabrún eine gute Aussicht, auf der Ostseite übersieht man vom Parkplatz Víðimýrarsel das Tal des Skagafjörður. In der Nähe befindet sich ein Denkmal für den im Skagafjörður geborenen und nach Amerika ausgewanderten Dichter Stephan G. Stephansson.
Von der östlichen Seite der Passstraße zweigt die Straße nach Víðimýri mit seiner Grassodenkirche ab.